# Chilia Benei, Bacău
Chilia Benei este un sat în comuna Pâncești din județul Bacău, Moldova, România.